# Rhynchostegiella bequaertii
Rhynchostegiella bequaertii är en bladmossart som beskrevs av Thériot och Georges Raymond Léonard Naveau 1942. Rhynchostegiella bequaertii ingår i släktet nålmossor, och familjen Brachytheciaceae. Inga underarter finns listade i Catalogue of Life.